# لوکا والدزی

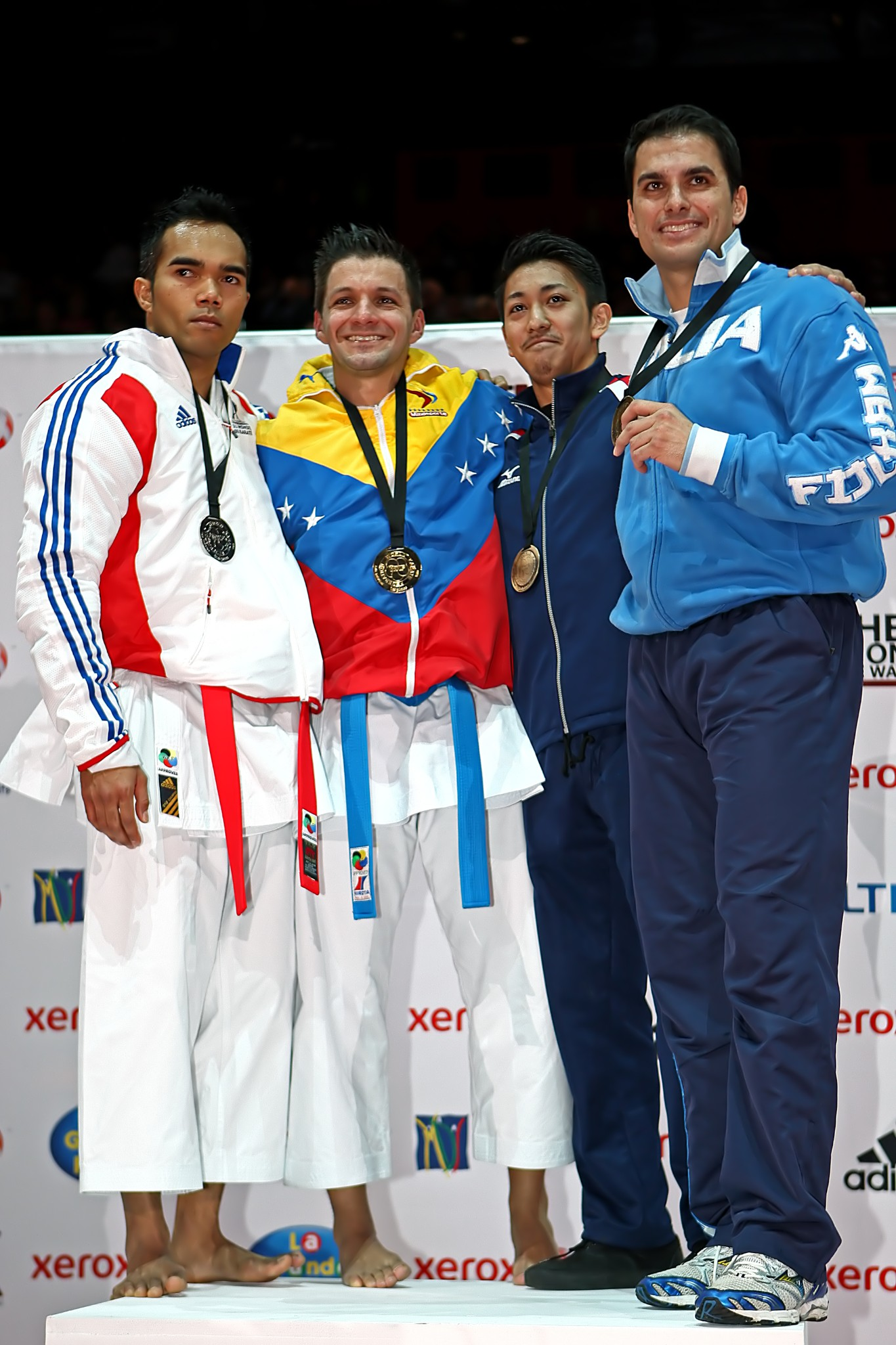
لوکا والدزی با لباس آبی آسمانی، اولین نفر از راست

لوکا والدزی (به انگلیسی: Luca Valdesi؛ متولد ۱۸ ژوئن ۱۹۷۶ در پالرمو، ایتالیا) قهرمان کاراته جهان هم در مسابقات کاتای تیمی و هم انفرادی است. والدزی در شش سالگی و تحت راهنمایی پدرش آندره، در چندین سالن ورزشی در شهر تمرین کاراته را شروع کرد.

## بررسی اجمالی
در سال ۱۹۹۵ والدزی به تیم معتبر کاراته فیامه جاله (پلیس مالی ایتالیا) پیوست و بلافاصله به تیم ملی دعوت شد. خیلی زود پس از پیوستن به تیم ملی، اولین پیروزی‌های بین‌المللی، ابتدا با تیم کاراته فیامه جاله، شروع شد. اندکی بعد، والدزی در مسابقات انفرادی هم به پیروزی دست یافت. والدزی در مسابقات قهرمانی کاتای انفرادی ایتالیا از سال ۱۹۹۵ و در مسابقات قهرمانی بزرگسالان اروپا از سال ۲۰۰۰ موفق به کسب عنوان قهرمانی شده‌است.
والدزی توسط مربی عمومی تیم کاراته فیامه جاله، کلودیو کولاسو و توسط مربی عمومی تیم ملی فدراسیون جودو، کاراته و هنرهای رزمی ایتالیا، پروفسور پیرلوئیجی آسچییری و همچنین پدرش که در طول تمرینات و مسابقات مراقب اوست، آموزش دیده‌است.

## بیرون کاراته
در سال ۲۰۰۱، والدزی با آدا اسپینلای رقصنده ازدواج کرد. در فوریه ۲۰۰۴، پسر او، آندره به دنیا آمد. در نوامبر همان سال، والدزی تحصیل خود را در اقتصاد تجاری به اتمام رساند و موفقیت خود را مدیون حمایت خانواده اش دانست.